# Contea di Pike (Pennsylvania)
La contea di Pike (in inglese Pike County) è una contea dello Stato della Pennsylvania, negli Stati Uniti. La popolazione al censimento del 2000 era di 46 302 abitanti. Il capoluogo di contea è Milford.

## Geografia
La contea si trova nel nord-est dello Stato, al confine con lo Stato di New York e il New Jersey. Il fiume Delaware costituisce il confine orientale. È composta da una regione collinare situata sul versante orientale dell’Altopiano degli Allegheny. Tra i suoi corsi d’acqua figurano il fiume Lackawaxen, il lago Shohola, il Pecks Pond, lo Shohola Creek e il Bush Kill.

### Contee confinanti
- Contea di Sullivan (New York) - nord-est
- Contea di Orange (New York) - est
- Contea di Sussex (New Jersey) - est
- Contea di Monroe - sud-ovest
- Contea di Wayne - nord-ovest

## Storia
La contea fu istituita nel 1814 da parte della contea di Wayne e prese il nome dall’ufficiale dell’esercito statunitense ed esploratore Zebulon Pike.

## Centri abitati[5]

### Borough
- Matamoras
- Milford (capoluogo)

### Township
| - Blooming Grove - Delaware - Dingman - Greene - Lackawaxen - Lehman | - Milford - Palmyra - Porter - Shohola - Westfall |

### CDP
| - Birchwood Lakes - Conashaugh Lakes - Fawn Lake Forest - Gold Key Lake - Hemlock Farms - Masthope | - Pine Ridge - Pocono Mountain Lake Estates - Pocono Ranch Lands - Pocono Woodland Lakes - Saw Creek‡ - Sunrise Lake |

‡ = Diviso con altra contea.